# 若泽·小维埃加斯
若泽·小维埃加斯（葡萄牙語：José Viegas Filho，1942年10月12日—），巴西外交官、政治家，生于巴西大坎普。
曾担任驻丹麦大使（1995-1998年）、驻秘鲁大使（1998-2001年）和驻俄罗斯大使（2001-2002年）。路易斯·伊纳西奥·卢拉·达席尔瓦政府2003年任命其担任国防部长，2004年由于出现危机被罢免。他2005年担任巴西驻西班牙大使。后又派往罗马，任驻意大利大使。
| 前任者： 热拉尔多·马热拉·金唐 | 巴西国防部长 2000-2002 | 繼任者： 若泽·阿伦卡尔 |